# Redunca arundinum
Grand cobe des roseaux
Espèce
Répartition géographique
Statut de conservation UICN

 LC  : Préoccupation mineure
Le Grand cobe des roseaux (Redunca arundinum) est une espèce de mammifères de la famille des Bovidae. 

## Description
Il mesure de 84 à 96 cm de hauteur et pèse de 30 à 60 kg, les mâles étant généralement plus grands que les femelles. Les cornes, portées exclusivement par les mâles, sont de forme incurvée et mesurent de 30 à 45 cm. Très rapide à la course, les cobes des roseaux peuvent courir à 80 ou 90 km/h pour échapper aux prédateurs.